# Prostitución en Bélgica

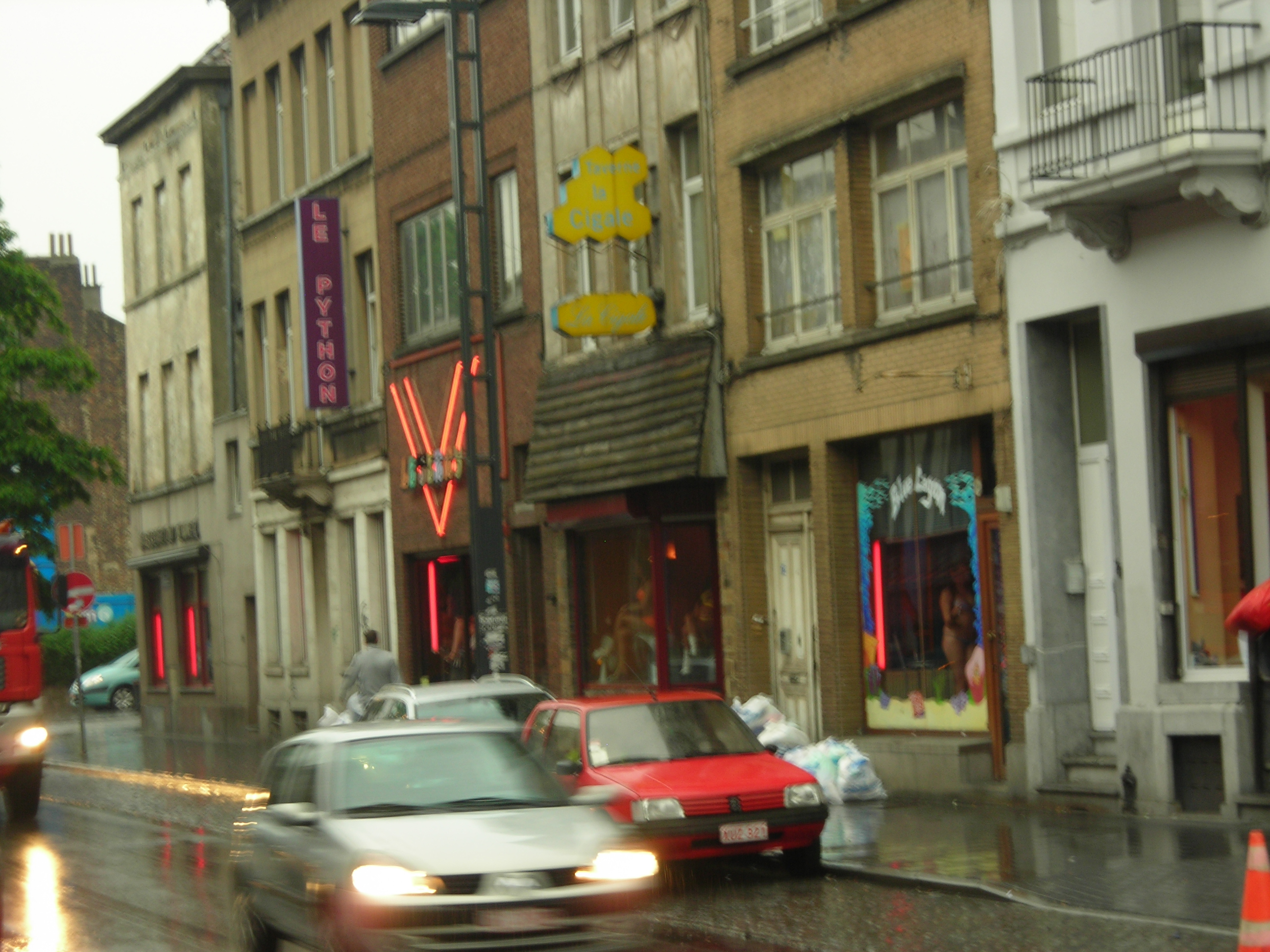
Vistazo de la Rue d'Aerschot, calle ubicada en el municipio de Schaerbeek, en Bruselas, conocida por ser un punto neurálgico de la vida nocturna clandestina de la ciudad y famosa por sus burdeles.

La prostitución en Bélgica cuenta desde 2022 con un estatus de legalidad, después de ser despenalizada en junio de ese año. Por su parte, la trata de seres humanos, así como la explotación de personas dedicadas a la prostitución, se castiga con una pena máxima de 30 años de prisión.
Algunas ciudades, como Bruselas, Lieja, Gante o Charleroi, cuentan con un barrio rojo, a menudo con prostitución en escaparates, al modelo de Ámsterdam o Achterdam, en Alkmaar. En 2015, se estimó que había 26 000 prostitutas en el país, muchas de ellas procedentes de Bulgaria.
En 2015, un informe encargado por el Banco Nacional de Bélgica reveló estimaciones de un impuesto sobre el volumen de negocios de 840 millones de euros anuales procedentes de diversas formas de prostitución. Los segmentos más importantes del mercado parecen ser la prostitución privada y de chicas de compañía, más que las formas más visibles de prostitución de escaparate o callejera.

## Marco jurídico

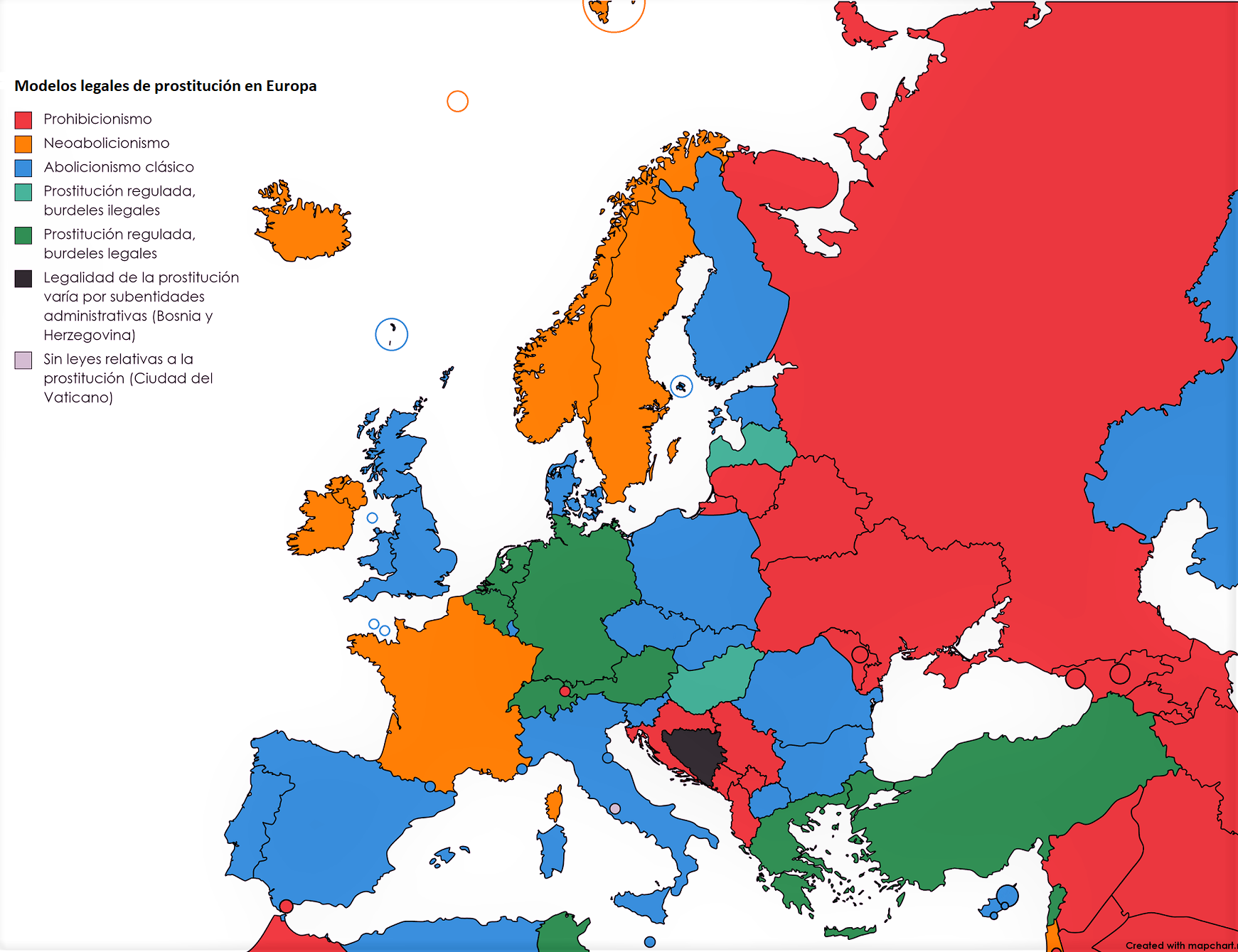
Prostitución en Europa. En verde, el modelo regulador, en el que la prostitución y los burdeles son legales, al que pertenece Bélgica.

Antes de 1946, la prostitución estaba regulada de manera local, por lo que cada municipio contaba con su propia normativa, con registro obligatorio y controles médicos. En 1946, la legislación federal sustituyó el control local de la prostitución, aunque los municipios podían seguir regulando en su ámbito local en aras del orden público o la moralidad.
La prostitución y el pago por servicios sexuales no estaban prohibidos en la legislación de 1946, pero el artículo 380 añadía los siguientes delitos.
- Proxenetismo
- Proxenetismo mediante la puesta a disposición de un local (explotación de un burdel, puesta a disposición de un local para la prostitución) con ánimo de lucro abusivo;
- Proxenetismo agravado (violencia, amenazas, engaño o explotación de una situación de vulnerabilidad);
- Ofrecimiento de servicios callejeros;
- Publicidad con fines de prostitución.

La Ley de Reforma del Derecho Penal de 1995 introdujo algunas modificaciones en las leyes vigentes:
- La prohibición del ofrecimiento en la calle fue ampliada para incluir todas las variantes de comunicación.
- Se flexibilizó la legislación en relación con el proxenetismo, siempre que no se obtengan ganancias anormalmente elevadas (aunque no se define ganancias anormalmente elevadas);
- Aumento de las penas por trata de seres humanos;
- Se otorgan poderes a los tribunales para clausurar locales y confiscar bienes.

En 2005, la Ley de 1995 se modificó para otorgar mayores competencias contra la trata de seres humanos, incluido un aumento de las penas máximas. La Ley de 1995 también adaptó la legislación belga al derecho de la Unión Europea y a los instrumentos internacionales que se habían introducido en los años anteriores.
El 1 de junio de 2022 se despenalizó el trabajo sexual en Bélgica.

### Reformas propuestas
Bélgica ha llevado a cabo una serie de proyectos de ley que proponen cambios en las leyes de prostitución existentes. Las propuestas del campo, en una línea pro-prostitución, han incluido la concesión de licencias a los burdeles y dar un estatus especial dentro de la ley a las trabajadoras sexuales. Por el lado contrario, las propuestas de los lobbies anti-prostitución han incluido la prohibición de los escaparates y la criminalización del pago por servicios sexuales, a semejanza de lo establecido en el modelo nórdico.

### Reformas en 2022
El Parlamento Federal aprobaba en marzo de 2022 despenalizar el trabajo de las prostitutas y el de terceros que hacen posible el trabajo sexual. Esta ley entró en vigor el 1 de junio de ese año. La nueva ley también otorgaba a las trabajadoras del sexo derechos en materia de estatus, protección social y asistencia sanitaria, al igual que a otros trabajadores autónomos. La nueva ley incluía seguridad social, desempleo, acceso a la asistencia sanitaria y permiso parental.

## Control local

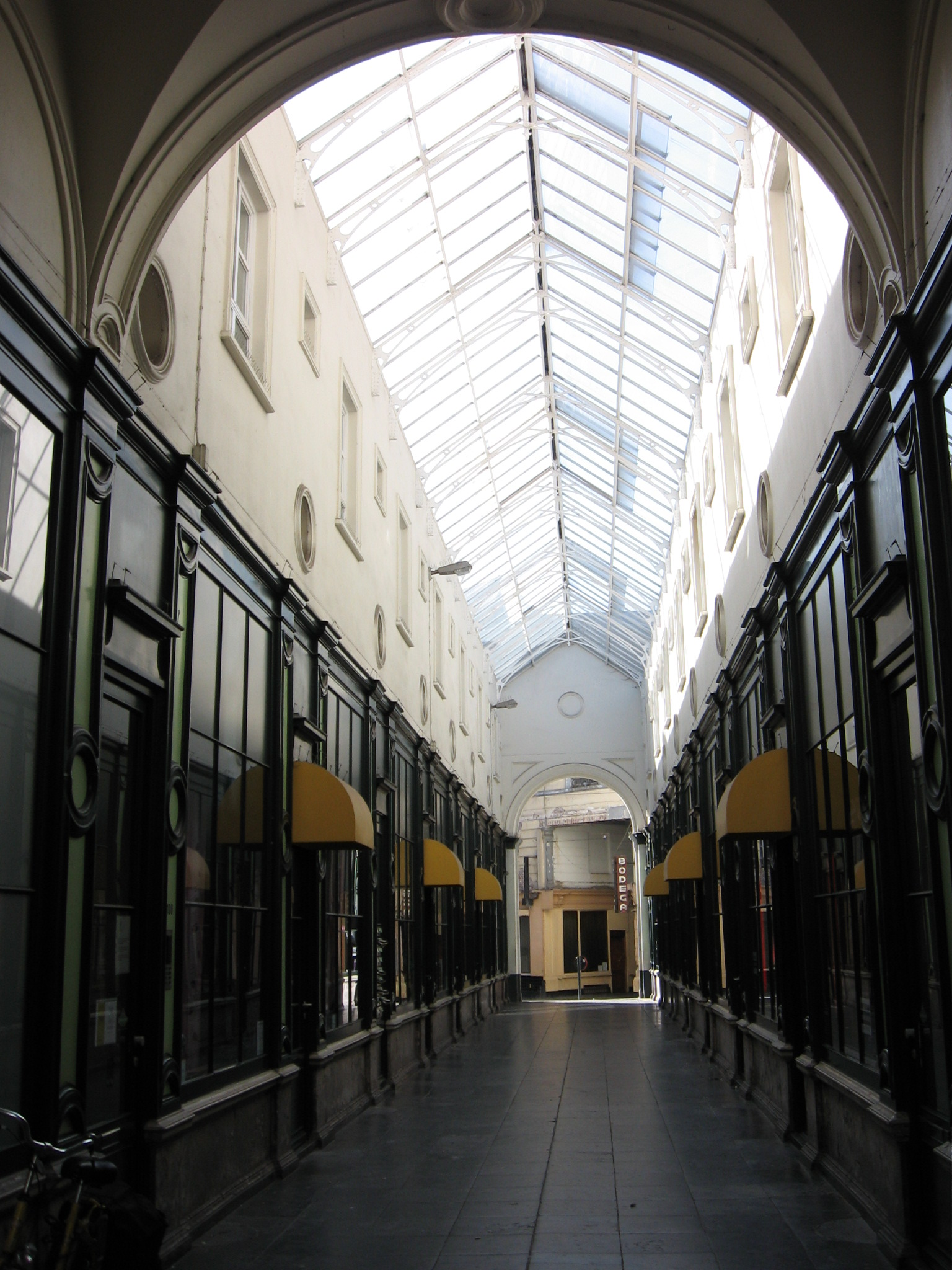
En Gante, uno de sus barrios rojos, Pieter Vanderdoncktdoorgang, era reconocido por la Glazen Straatje, una galería con techo de vidrio que albergaba más de 70 ventanas para uso de las prostitutas como locales.

Los municipios pueden imponer una regulación local por motivos de orden público o moralidad. Estos poderes se utilizaron poco hasta la década de 2000, ya que la mayoría prefirió un enfoque de "tolerancia no regulada".
En la misma década, los municipios adoptaron distintos enfoques en materia de regulación. Algunos, como Lieja o Gante, prohibieron la prostitución de escaparate o la trasladaron fuera de sus ubicaciones tradicionales en el centro de las ciudades. Otros, como Amberes, reestructuraron totalmente su barrio rojo y lo regularon fuertemente.

## Historia
La prostitución existía en lo que hoy es Bélgica desde la Edad Media. Durante el régimen borgoñón (1384-1482) se introdujo la regulación de las prostitutas, pero a menudo se hizo caso omiso de ella. En Bruselas, el verdugo público se encargaba de controlar el comercio en la ciudad.
Durante el régimen francés (1794-1814), las prostitutas debían someterse a revisiones médicas obligatorias en hospitales. Tras la Revolución belga en 1830, se mantuvo la normativa establecida por los franceses. En 1844 se expidieron carnés de identidad a las prostitutas y se exigieron revisiones médicas dos veces por semana.
En 1880, el "escándalo de las pequeñas inglesas" pone de relieve la prostitución en Bruselas. Se descubrió que más de 40 menores, en su mayoría inglesas, trabajaban en burdeles tras haber sido atraídas a la capital, con promesas de trabajo en bares y clubes nocturnos. Además de procesar a los implicados, el alcalde y el jefe de policía de Bruselas se vieron obligados a dimitir.
Durante la Primera Guerra Mundial, los soldados alemanes que ocuparon el país se hicieron con el control de la prostitución. Para evitar la propagación de enfermedades de transmisión sexual entre sus tropas, se reguló estrictamente el comercio y se obligó a las chicas a someterse a controles sanitarios periódicos.
En la década de 1940, el régimen regulador se consideró discriminatorio para las mujeres, lo que llevó a que las propuestas de Isabelle Blume se convirtieran en ley federal en 1946.

## Tráfico sexual
Bélgica figura en la lista de la Oficina de Naciones Unidas contra la Droga y el Delito como destino de víctimas de la trata de seres humanos, siendo las víctimas principalmente de nacionalidad marroquí, rumana, china, nigeriana, búlgara y tunecina.
En 2016, 184 personas fueron procesadas por trata con fines sexuales y 144 víctimas de trata recibieron asistencia. Las víctimas suelen recibir ayuda en centros de acogida especializados gestionados por diversas organizaciones sin ánimo de lucro y, cuando salen de ellos, se les ofrece protección, permisos de residencia y empleo y acceso a servicios jurídicos. Para el año 2017 se habían registrado 176 traficantes sexuales procesados y 59 víctimas asistidas. En registros posteriores, para 2021, se registraron 95 traficantes sexuales procesados, así como 33 víctimas asistidas por explotación sexual.
La Oficina de Vigilancia y Lucha contra la Trata de Personas del Departamento de Estado de los Estados Unidos clasificó en 2018 a Bélgica como país de "nivel 1". En 2023, continuaba con el mismo estatus.